# Scopula saltuata
Scopula saltuata är en fjärilsart som beskrevs av Charles Baker Adams 1839. Scopula saltuata ingår i släktet Scopula och familjen mätare. Inga underarter finns listade.